# Johannes Brahms
Johannes Brahms [joˌɦanəs ˈbʁɑ:ms] (Hamburg, Alemanya, 7 de maig de 1833 - Viena, Àustria, 3 d'abril de 1897) va ser un dels compositors alemanys més representatius del formalisme en el Romanticisme tardà. Hom el considera una de les tres "B" de la música germànica, juntament amb Bach i Beethoven. Considerat l'antítesi passada de moda de Wagner i Liszt, la seva música ha demostrat per ella mateixa no només ser commovedora, sinó també molt influent en el posterior desenvolupament de la música. Home de vegades difícil i intransigent, va compondre obres mestres en tots els gèneres excepte en l'òpera.

## Biografia

### Infantesa

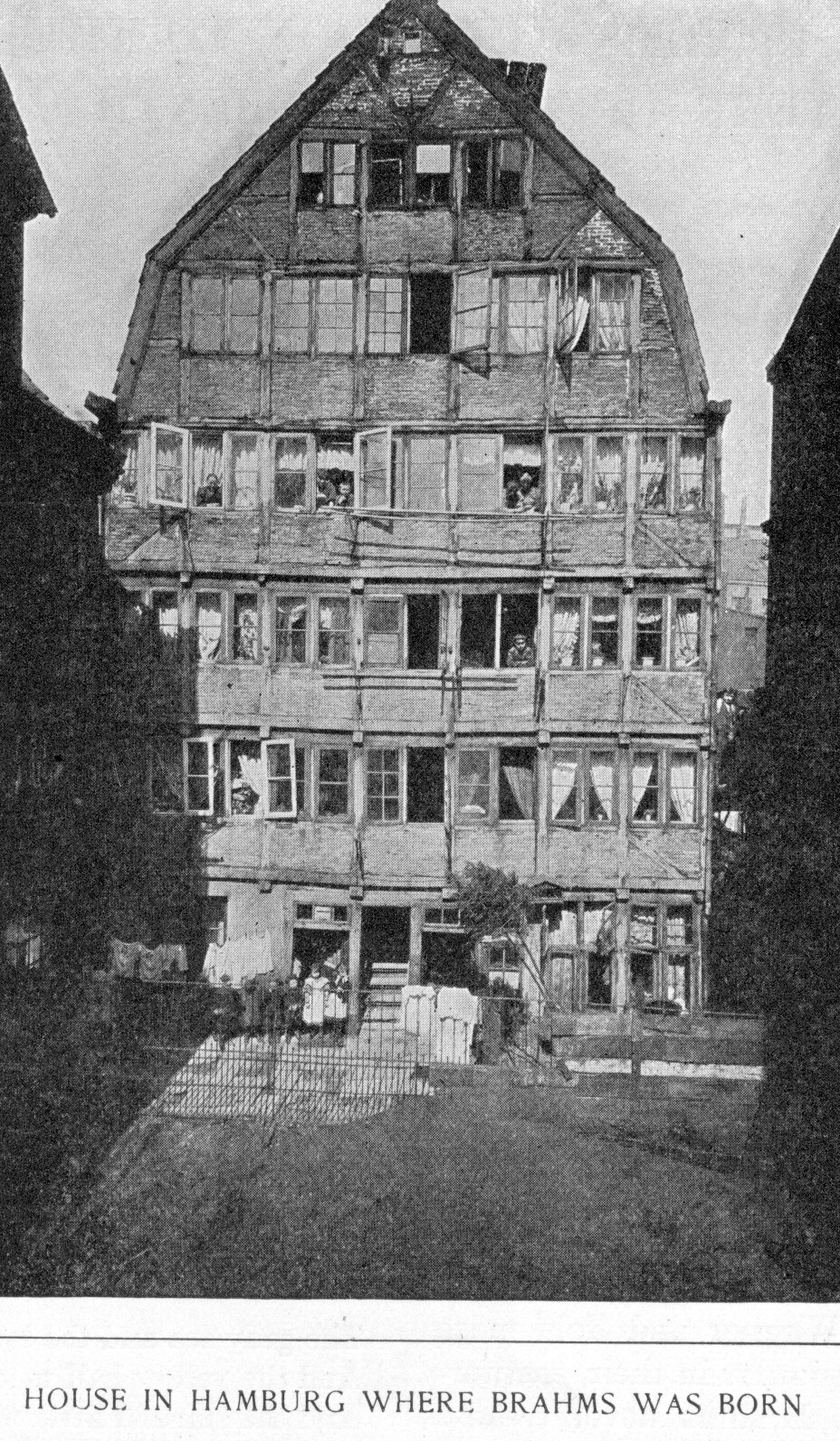
Casa on va néixer i viure la seva infantesa Johannes Brahms

Johannes Brahms va néixer al si d'una família d'humil condició. El seu pare, Johann Jakob, tocava diversos instruments, especialment el contrabaix i la trompa, en petites orquestres que animaven la vida provinciana amb concerts en cerveseries i a l'aire lliure. La seva mare, Johanna Nissen, era costurera. La família tenia tres fills: Elisabeth, Johannes i Friedrich.
El petit Brahms era un nen tímid i delicat. Escoltava amb fascinació la seva mare quan cantava cançons populars o himnes religiosos amb una veu profunda i suau. Johanna també llegia al nen fragments de la Bíblia i poemes dels romàntics alemanys. Aquestes impressions infantils van deixar una profunda empremta en l'ànima del futur compositor.
El seu pare li va donar les seves primeres lliçons de música. Aprofitant una ocasional relació amb el mestre Otto Cossel, Johann Jakob Brahms va aconseguir que aquest notable professor de piano prengués el seu fill com a alumne sense percebre cap remuneració. Johannes tenia aleshores 7 anys i es va dedicar a l'aprenentatge amb serietat i tenacitat. Aviat Brahms es va revelar com un pianista precoç, gràcies a la qual cosa, sent encara adolescent, va contribuir a les despeses familiars amb els diners que guanyava tocant el piano en restaurants, bars i fins i tot bordells, així com fent classes. L'afecció exagerada que sentia cap a la seva mare, unida a la terrible experiència amb les prostitutes d'Hamburg, condicionarien certament la vida sentimental de Brahms. Sempre a prop de l'amor i sempre lluny d'ell. Quan va morir la seva mare, Brahms tenia 32 anys.
Es va decidir llavors que fos el mateix Eduard Marxsen, mestre de Cossel i home de gran prestigi musical, qui continués la seva formació. Marxsen, director real de música d'Altona, la magnitud artística del qual superava àmpliament la de Cossel, va acceptar el nou alumne sense reprendre'l pels seus assaigs de composició; al contrari, els va encoratjar en adonar-se del que anunciaven.

### Temporada al camp

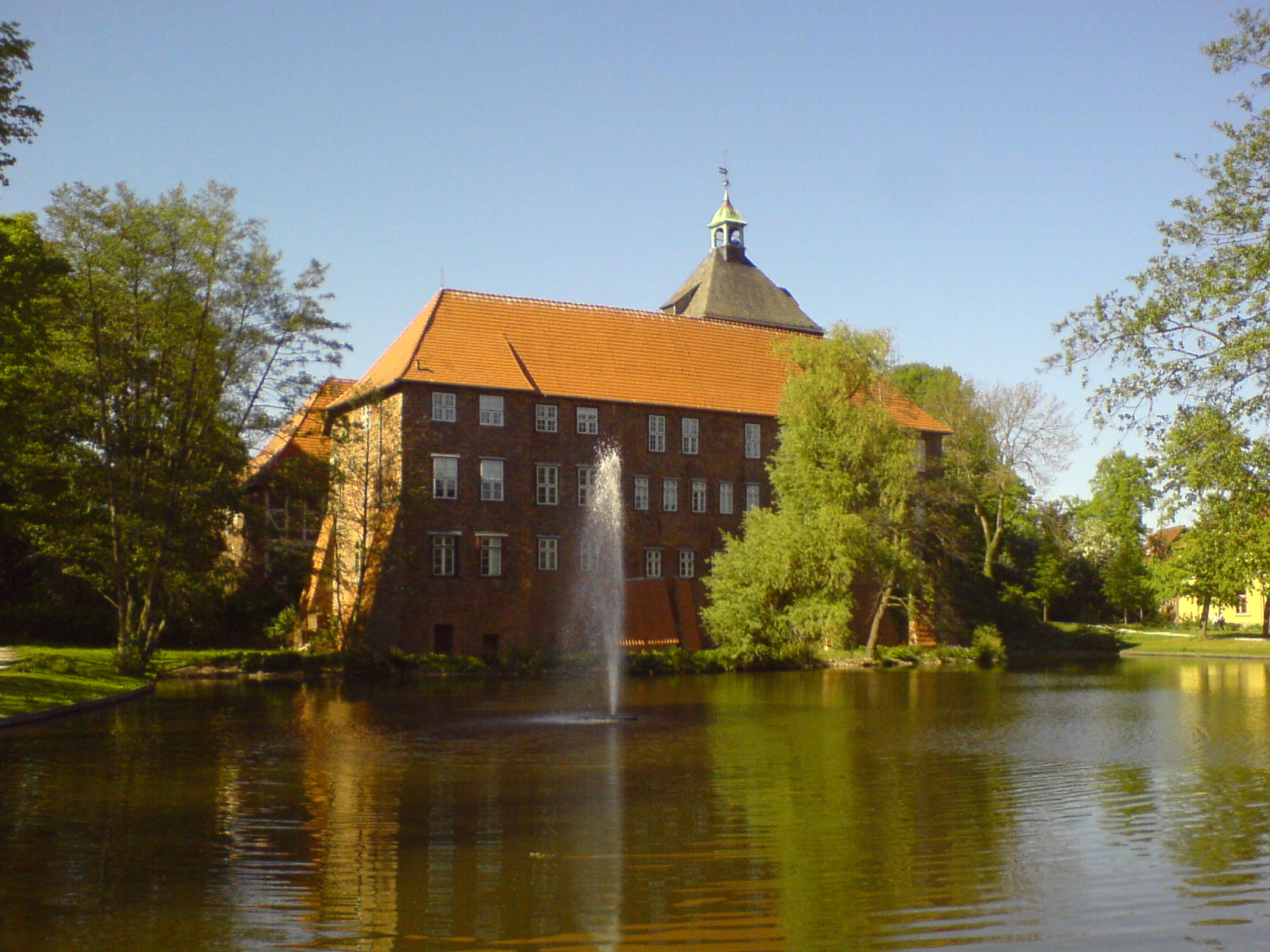
Castell de Winsen

La situació de la família Brahms es va veure alleugerida per la feina d'Hannes, com l'anomenaven de petit, però la seva delicada salut es va trencar fins a extrems que resultaven preocupants. Johann Jakob i Johanna van pensar que una temporada al camp, lluny de l'ambient ciutadà i de l'atmosfera carregada dels cafès, podria guarir el nen, però no tenien mitjans econòmics. Per fortuna, el pare havia fet amistat amb un tal senyor Giesemann, que habitava en Winsen, a uns 30 km d'Harnburg, a la ruralia, i que freqüentava un restaurant hamburguès situat en les proximitats de l'Alster, on Johann Jakob actuava com a violoncel·lista. Aquest va proposar que el seu petit Hannes fes classes de piano a la filla de Giesemann a canvi de menjar i habitació, la qual cosa va ser immediatament acceptada.
L'estiu passat a Winsen li proporcionà salut i cultura, i hi va tenir l'oportunitat de realitzar diversos arranjaments de melodies populars per a la societat coral. La tornada a Hamburg se li va fer difícil al jove Brahms, malgrat la promesa de Giesemann que el pròxim any tornaria de nou a Winsen. Va retornar a les seves lliçons amb Marxsen i al seu dur treball nocturn.
En aquells moments, el jove músic va començar a compondre petites obres amb diversos pseudònims. Es tractava d'arranjaments de temes populars, fantasies d'òpera, valsos, etc. Això li proporcionà diners, encara que no plena satisfacció.
Complerts els 15 anys, va presenciar la primera representació operística: Les noces de Fígaro, de Mozart, compositor per qui sempre va sentir una gran veneració. Quan Brahms va concloure el seu segon estiu a Winsen, es va acomiadar de la societat coral i de la família Giesemann amb la convicció que hi havia passat els dos millors estius de la seva vida. La població sencera li va tributar un emotiu homenatge. Malgrat la seva poca alçada i el seu aspecte fràgil, Brahms era ja un jove adult. La seva infantesa quedava enrere.

### Coneix Liszt

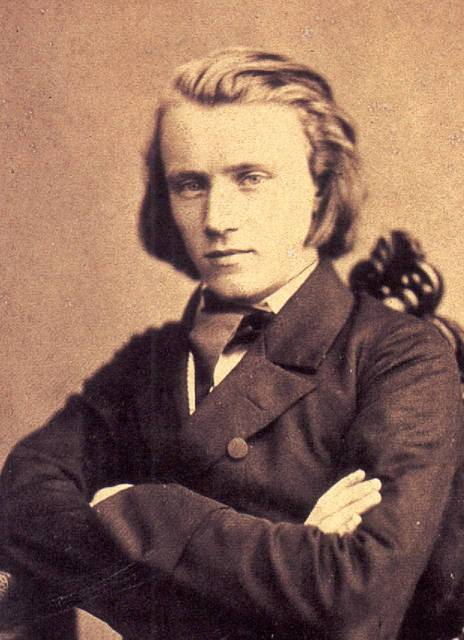
Brahms als vint anys

Johannes va veure una oportunitat en acompanyar el violinista hongarès Ede Reményi per realitzar la seva primera gira de concerts, que va començar a Winsen i va continuar a Celle, Lüneburg, Hildesheim, etc., petites ciutats alemanyes on van obtenir generals èxits i alguns diners. Reményi va presentar-lo a Joseph Joachim, a qui Brahms sempre havia admirat des que el va escoltar en el concert d'Hamburg. Joachim va saber veure el geni que hi havia en Brahms i, per recomanació seva, Reményi i Brahms van tocar a la cort d'Hannover amb gran èxit. Joachim en va quedar vivament impressionat, després de sentir-lo a la gira, i no va dubtar de lliurar-li una carta de recomanació per a visitar, a Weimar (Turíngia), el gran mestre Franz Liszt. La seva estada a Weimar va ser curta, ja que, encara que Liszt el va rebre amb la màxima cordialitat, el fastuós ambient de la cort no era del grat del caràcter esquerp de Brahms. Malgrat això, Liszt va convidar Brahms a participar en la Nova Escola Alemanya, però hi va trobar una resistència total i no va insistir-hi.
Per la seva part, Reményi no va voler tornar a les gires de poble en poble i es quedà a la cort de Weimar. Brahms es va trobar lliure i va anar a la recerca de Joachim, que havia previst un desenllaç semblant i li havia ofert la seva casa de Gotinga abans que el jove partís cap a Weimar.

### Afinitats amb Joachim i els Schumann

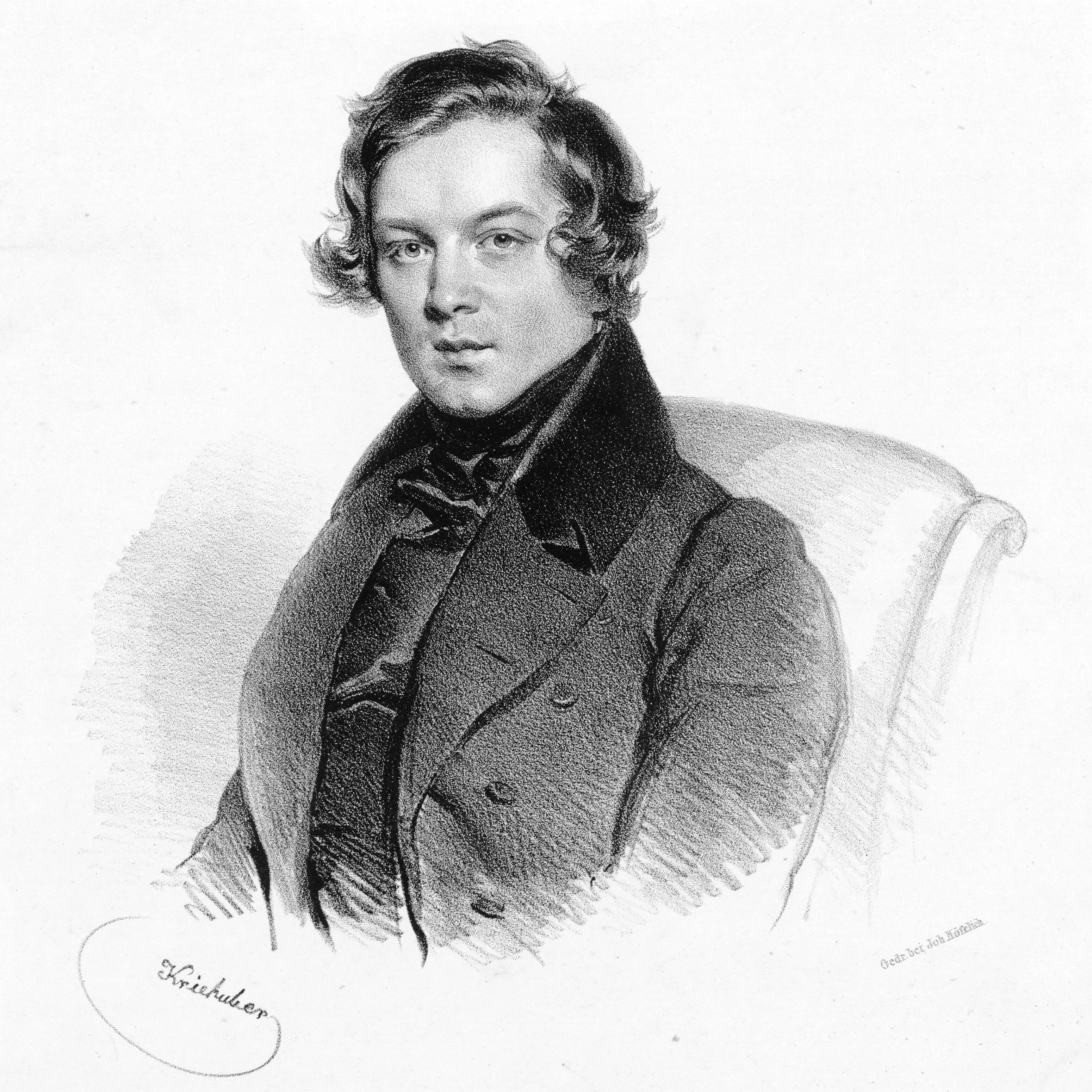
Robert Schumann el 1839

Joachim el va recomanar ara a Robert Schumann, que a més de compositor era editor d'una revista prestigiosa de música, i va atreure l'atenció dels crítics i empresaris de música sobre el jove Brahms, cosa que va contribuir notablement que es convertís en un compositor conegut i benvolgut. La relació de Brahms amb Robert Schumann i la seva família és una de les més commovedores i interessants que s'hagin produït entre dos artistes.
D'una banda, hi havia l'emocionant generositat de Robert, que no va regatejar elogis per a aquell a qui va arribar a anomenar «l'elegit». D'altra banda, destaca la fidelitat amb què Brahms va correspondre a l'entusiasme de Schumann quan van arribar els difícils moments en els quals Robert va perdre la raó. A través de Robert Schumann, Brahms va conèixer també a la seva esposa, Clara Schumann, una pianista molt coneguda en aquell temps que també componia alguna obra, i amb la qual va establir una llarga i profunda amistat, amb singulars mostres d'afecte correspostes per aquesta en una mesura que encara avui no s'ha esclarit.

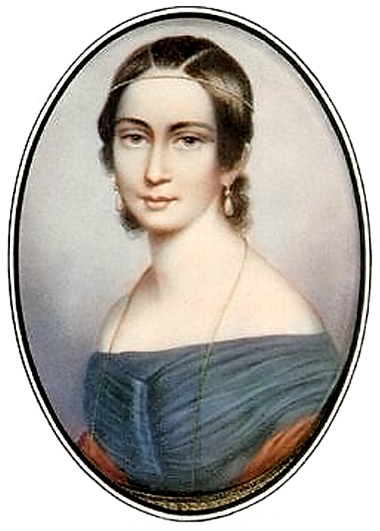
Clara Schumann

Johannes va viure moments de gran felicitat entre els seus generosos amics. En el cercle d'amistats hi havia també Louise Japha, la seva primera amiga de joventut, així com Lieschen Giesemann, que va ser la seva primera amiga de la infantesa. També va entaular amistat amb Dietrich, deixeble i Schumann, que es va sentir vivament impressionat per Brahms.
De tornada a Hannover, Brahms va conèixer Julius Grimm. Amb ell, Joachim i Díetrích, va passar el jove compositor moments inoblidables d'esbarjo, cultiu de la música i llargues converses. Llavors també va conèixer el director d'orquestra Hans von Bülow, que, tanmateix, tardaria algun temps a comprendre la verdadera dimensió del compositor. Quan això va ocórrer, anys més tard, la revelació va arribar a uns extrems exultants. Va ser Von Bülow qui va atorgar a Brahms el títol de «la tercera B alemanya», incloent el seu nom al costat dels de Bach i Beethoven (Les tres Bes). Finalment, també es van agregar al grup Robert Schumann i a Clara Wieck, que va donar alguns concerts a Hannover.
Poc temps després, Brahms es va assabentar que Schumann havia atemptat contra la seva pròpia vida llançant-se al Rin, a Düsseldorf, encara que va poder ser rescatat de les aigües a temps. Immediatament es va dirigir a aquella ciutat i va tractar de servir de consol a Clara. Va començar llavors una llarga i penosa etapa centrada en la bogeria de Robert, que va progressar inexorable entre intervals de lucidesa, durant dos anys. Clara va lluitar valerosament donant concerts i classes per tirar endavant els seus set fills i pagar l'internament del seu espòs. Brahms va romandre fidel al seu costat. Però, sens dubte, hi havia en el jove músic una mica més que fidelitat i agraïment. Aprofitant una millora de Robert, Johannes va proposar a una Clara esgotada una excursió per la vall del Rin. Durant deu dies van passar moments feliços, oblidant
momentàniament la trista realitat.
El 29 de juliol de 1856, Clara, Johannes i Joachim ploraven junts la pèrdua del noble i generós Robert Schumann.
Quan el compositor tenia 25 anys va conèixer Agathe von Siebold a Gotinga. De seguida es va sentir atret per la seva bonica veu i li va prometre compondre algunes cançons perquè les cantés. Van començar a veure's amb freqüència i tots donaven per fet el festeig i el matrimoni. Tanmateix, Brahms va retornar a Detmold sense haver-se compromès.

### Trasllat a Viena
El 1862 Brahms es va instal·lar amb caràcter definitiu a Viena, on es va dedicar per complet a la composició. Durant gairebé 30 anys va compondre obres musicals que han arribat a formar part del repertori essencial de la música clàssica romàntica, i que ja durant la vida de Brahms van ser acollides molt favorablement, de manera que va ser considerat un dels grans compositors de la seva època. El seu primer èxit important el va tenir amb Un Rèquiem alemany, una gran obra coral. Amb el Requem va iniciar l'etapa instrumental que caracteritza la maduresa del seu art compositiu: tres concerts (el núm. 2 per a piano, el concert per a violí i el concert per a violí i violoncel), quatre simfonies, dues obertures, diverses cantates (Rinaldo, Cant triomfal, Nänie, Rapsòdia per a contralt, Cançó del destí) i les Variacions sobre un tema de Haydn.
Quant a les seves vivències personals, en l'aspecte sentimental es trobava curullat per aquest amor ideal, sempre pròxim i sempre distant, de Clara Wieck. I potser per la breu passió juvenil que en ell va despertar la mateixa filla de Clara, Julie Schumann, que, a la manera d'un Intermezzo o d'un Trio, serveix de contrast a aquest joc amorós -Scherzo- tan complex i subtil entre Johannes i Clara. Aprofitava les estades en la llar dels Schumann per donar classes de piano als fills de la ja vídua, Clara, sobretot a la que seria una molt bona pianista Eugenie Schumann (1851-1938), i també va tenir excepcionalment alguns altres alumnes com l'austríac Richard von Perger (1854-1911).

### Maduresa i reconeixement
Brahms va assolir amb l'estrena de la primera simfonia a Karlsruhe i amb les seves successives interpretacions a Mannheim, Múnic i Viena, un dels èxits més grans -si no el major- de tota la seva carrera musical. L'any següent va dirigir l'obra a Leipzig i va ser nomenat doctor honoris causa per la Universitat de Cambridge, honor que va recollir Joachim, ja que Brahms no es va desplaçar fins a Anglaterra. En el curs d'aquell estiu va elaborar la segona simfonia. Brahms es trobava a Pörtschach, al sud d'Àustria, lloc de paisatges molt bonics. La nova obra apareixia com una evocació de la naturalesa, si bé el seu contingut no s'esgotava en absolut amb aquesta referència. També va compondre a Pörtschach el seu bonic concert per a violí, dedicat a Joseph Joachim i estrenat per aquest i Brahms a Leipzig el 1879.

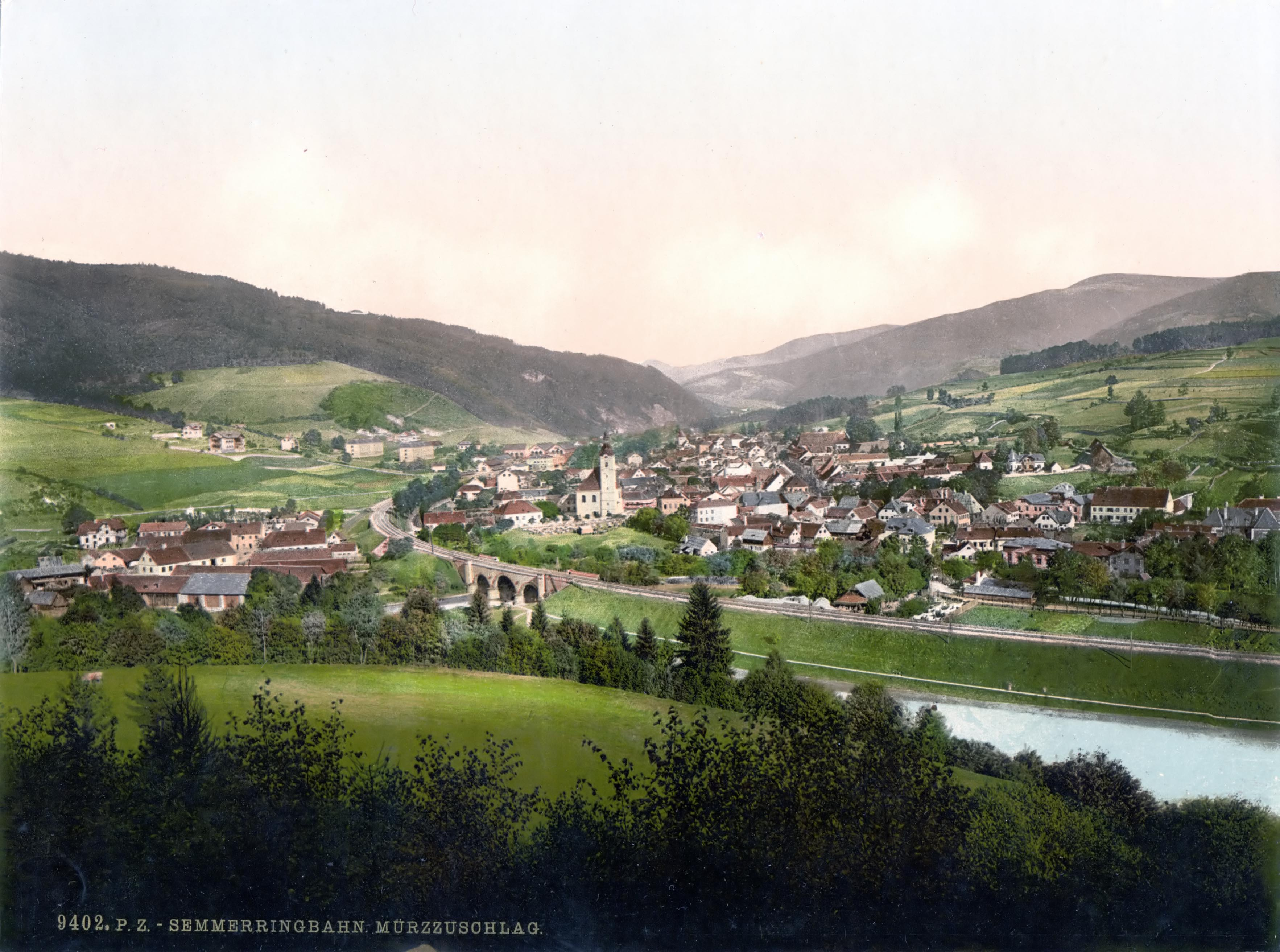
Mürzzuschlag al voltant del 1900

Als 47 anys, la Universitat de Breslau li va concedir el títol de doctor en música. Per a la celebració, va compondre l'Obertura per a un festival acadèmic, esplèndida partitura que, dins d'una escrupolosa estructura, conté fragments de cançons estudiantils i finalitza amb el brillant Gaudeamus igitur.
Viena i els seus bonics voltants van ser la font d'inspiració per a la tercera simfonia. A començaments de l'estiu de 1884 va passar a residir a Mürzzuschlag, a Estíria, on va iniciar la quarta simfonia.

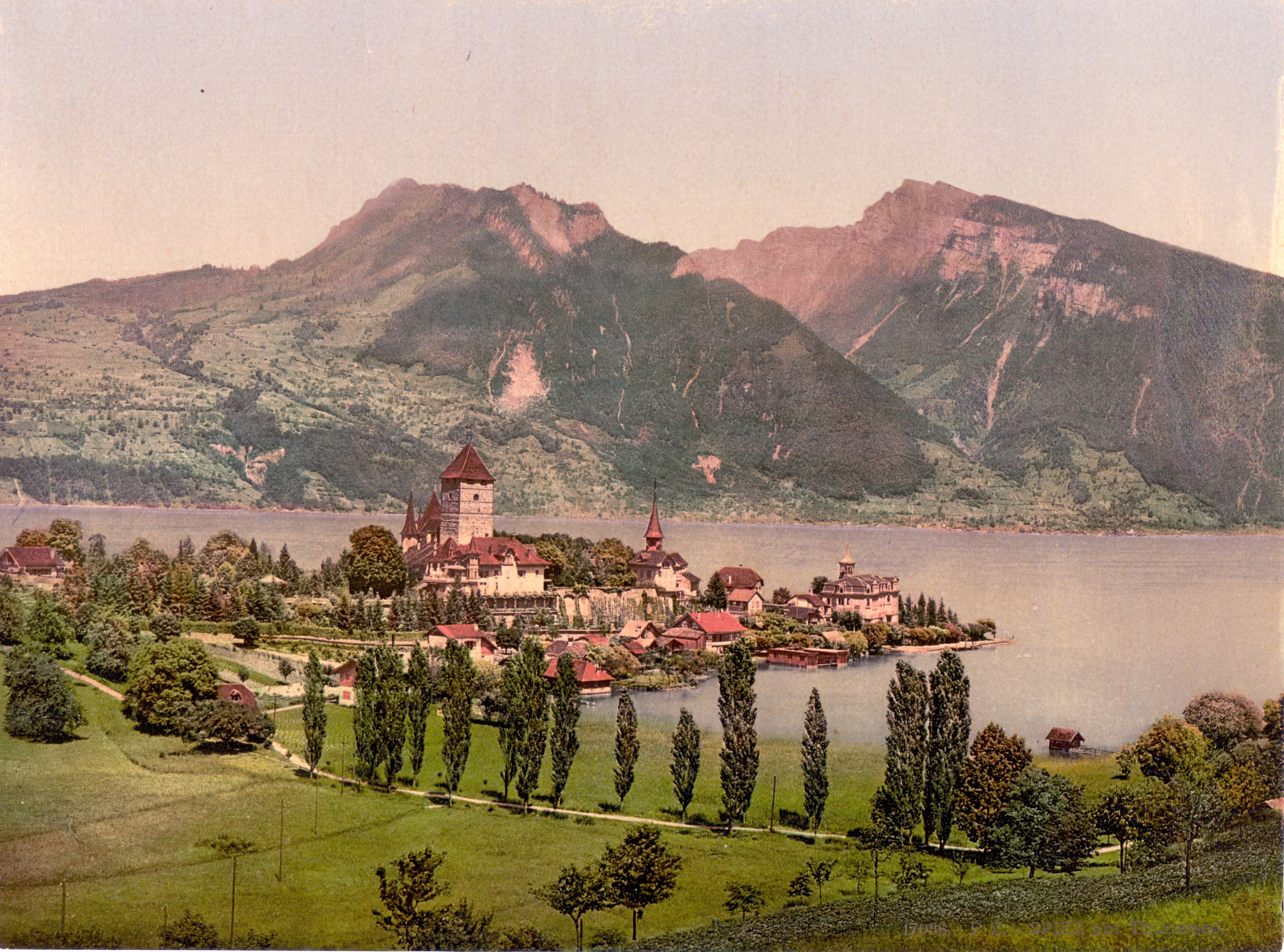
El llac de Thun al voltant de 1900

Una època especialment rica des del punt de vista creatiu tanca la seva etapa de plenitud. Estiuejava llavors en el meravellós llac de Thun, a Suïssa. El tercer darrer estiu en aquell lloc va coincidir amb el tancament de l'arc simfònic del compositor: l'esplèndid Doble concert per a violí i violoncel. Una obra escrita en el vell estil concertant barroc i l'austeritat d'inspiració del qual preludiava ja l'etapa final de la seva producció. Brahms va finalitzar el seu tercer estiueig al llac de Thun, on va compondre tantes boniques partitures. Va concloure la tercera sonata per a violí i piano, obra de notable inspiració.
Per fi, Hamburg es va decidir a atorgar al seu il·lustre fill el títol de ciutadà d'honor. Per la seva part, l'emperador Francesc Josep li va concedir l'Orde de Sant Leopold. Els honors s'acumulaven sobre el ja ancià Brahms, que, per contrast, manifestava un total menyspreu per les convencions socials.
A l'edat de 57 anys Brahms va decidir abandonar la composició. No obstant això, no va ser conseqüent amb la seva decisió, ja que uns anys abans de la seva mort va compondre encara algunes de les seves millores obres, com les dues Sonates per a clarinet i les quatre Cançons serioses. Molts han considerat Brahms com el successor de Beethoven, i la seva primera simfonia va ser anomenada desena simfonia de Beethoven. A més de les ja citades obres, en va compondre altres també de molt aclamades, com el concert per a violí i diferents variacions, gènere que va conrear amb especial fortuna. Va ser prolífic en la composició de música de cambra i de peces per a piano sol, així com de cançons.

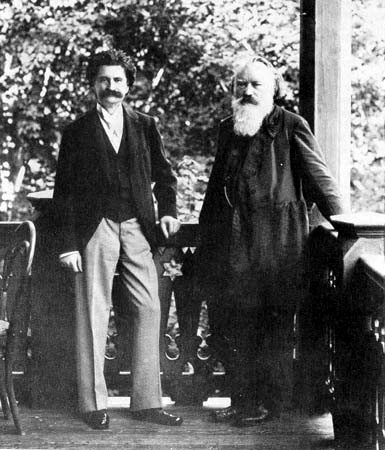
Brahms (a la dreta) amb Johann Strauss

Com la majoria dels compositors romàntics, Brahms venerava Beethoven, que va exercir una marcada influència en ell. Però també va sentir una gran admiració pels grans compositors de l'època clàssica, Mozart i Haydn. Col·leccionava primeres edicions de les seves partitures i autògrafs, i fins i tot editava partitures de les obres que es representaven habitualment. La seva identificació amb la música del període clàssic va ser tanta que va incorporar a molts moviments de les seves obres les formes d'aquella música. Per això a Brahms se'l considera el més clàssic dels compositors romàntics.
En el seu treball, Brahms va anar convertint-se en un perfeccionista. Una mostra d'això és el fet que trigués tants anys a acabar la seva primera simfonia. Alguns experts opinen que aquesta simfonia en realitat no va ser la primera, ja que la primera no havia arribat a sortir a la llum perquè Brahms no n'estava satisfet. El que és segur és que Brahms estripava amb certa freqüència noves composicions que no estaven a l'altura de les seves exigències.
Com a persona Brahms va ser amant de la naturalesa. En els seus passeigs pels boscos que envolten Viena duia sempre caramels que repartia entre els nens. Amb els adults era més aviat esquerp, encara que els seus amics l'apreciaven sincerament. Brahms mai va arribar a casar-se. Va morir als 63 anys a Viena, com a conseqüència d'un càncer de fetge.

## Brahms i la seva obra[3][4]
Podríem distingir quatre períodes de creació de Brahms, que coincidirien amb els particulars esdeveniments de la seva vida.
En el primer període (fins a 1855) hi trobem l'amistat amb Joachim, les seves relacions amb Robert Schumann i l'amor apassionat per Clara Schumann. En aquest període, el Brahms romàntic considerava més important el sentit de la seva obra que la forma. Li agradava l'expressió sincera i els contrastos sobtats. Les seves obres eren senzilles, tendres i el piano va ser el seu principal mitjà d'expressió.
De seguida es va desinteressar per aquestes obres i amb Joachim va aprendre contrapunt. La seva vida canviava i, amb ella, les seves obres, de manera que l'actitud mental i la forma d'expressar-se havien adquirit lucidesa i calma. Va seguir principalment els modes clàssics i les composicions es van tornar més madures, suaus, íntimes i meditades. Començaven a aparèixer les combinacions d'estats d'ànim, tot i que encara no havia trobat aquest meravellós equilibri entre la malenconia romàntica i la serenitat clàssica. Es tracta del “segon període”, un període de transició, en el que ell es trobava sense llar i sense una forma definitiva per al seu estil. És per això que s'interessa sobretot per la música de cambra.
El “tercer període” es va obrir amb la composició del Rèquiem alemany, la seva primera gran obra coral, amb la qual es faria molt famós. És l'època en què s'estableix definitivament a Viena i quan el seu art arriba al punt culminant. La combinació brahmsiana de l'esperit dels segles XVI al XIX arriba al seu màxim desenvolupament i el maneig dels recursos es fa visible en les seves grans obres corals i orquestrals, totes compostes en aquest període. Així, aconsegueix més intensitat tràgica i contingut emocional. La malenconia es fa més essencial i l'efervescent Scherzo de joventut es torna més serè.
Després del Quintet de corda en Sol major, Brahms va sentir que la seva potència creadora es donava per acabada i un any més tard publica el seu testament. Es dedica a posar en ordre les seves obres i a destruir el que no serveix. Però l'impuls reviu i torna amb obres molt diferents a les precedents. En el “quart període” la seva obra es torna més seriosa, però igualment més espontània. Torna a la seva joventut, amb música de cambra, el piano i el lied. Segurament menys pendent de l'aparença exterior, la seva obra apareix més espiritual, amb una gran força constructiva formal i un refinament tècnic.

### Obres per a piano
L'estil pianístic de Brahms és molt característic, amb un ús generalitzat de tota l'amplitud del teclat i una utilització molt expressiva de les notes greus. És freqüent que la melodia es trobi en veus mitjanes, i solen trobar-se en algunes obres esquemes rítmics diferents per a cada mà, cosa que dona lloc a superposicions molt originals. Brahms va ser un gran virtuós del piano des de ben jove i és per això que dedica gran part de la seva vida a escriure per aquest instrument.
La primera composició de Brahms per a piano és l'Scherzo en mi bemoll menor, op. 4, compost el 1851. Resulta significant que un tema sigui tret de l'obertura de Hans Heiling de Marschner i que hi inclogui 2 trios, segurament sota la influència de Schumann. L'obra dona la impressió de ser una reducció per a piano d'una obra orquestral a causa de la seva estructura.
Després d'aquest, començà la seva poderosa trilogia de Sonates. La primera és la Sonata en fa sostingut menor Op.2, d'un caràcter juvenil romàntic i rebel, amb la incorporació de cançons populars però que encara procura mantenir la forma dels ideals de Haydn, Mozart i Beethoven.
El gener de 1853 comença a escriure la Sonata en do major per a piano, l'Andante de la qual havia estat escrit l'any anterior. En comparació amb l'anterior té molta més unitat i densitat, si bé no hi ha tant valor musical. En aquesta sonata es nota la influència de les sonates de Beethoven i el lirisme d'algun dels seus lieder.
La Sonata en fa menor op. 5 és l'última i més extensa de totes. És gairebé un experiment i, en comptes dels quatre temps usuals, en conté 5 com els antics divertimenti. És una obra dramàtica, de la qual fins i tot Wagner es va inspirar en un fragment de l'òpera Els mestres cantaires, similar a la coda de l'Andante de Brahms. Torna a ser una obra gairebé orquestral.
Posteriorment es va centrar en l'art de la variació. Les primeres, les Variacions sobre una cançó hongaresa, una altra cop inspirades amb la gira de concerts amb Reményi. Després van venir les Variacions sobre un tema de Robert Schumann, op.9 (Variacions sobre un tema d'”ell” dedicades a “ella”) després del naixement del fill de Clara i quan Robert ja es trobava en el deliri. Estan dedicades a la parella i en elles es nota un gran destresa en el contrapunt de Schumann i Bach. Les Quatre Balades són l'última composició pianística del seu primer “període creatiu”. En acabat, es va centrar més en els estudis de composició, introduint també la variació.
Aquí hi podem trobar les Variacions sobre un tema original, op.21/1, les Variacions i fuga sobre un tema de Händel, op. 24, amb un estricte respecte a les regles i la més gran llibertat creadora en equilibri, les Variacions sobre un tema de Robert Schumann, primer dúo de pianos en homenatge al compositor mort, i les Variacions sobre un tema de Paganini, op. 35, molt virtuoses i a partir d'estudis de piano en els que Brahms es va limitar a arreglar obres d'altres compositors.
En el “tercer període” va escriure el cicle de 16 valsos a quatre mans i les Danses hongareses per a dos pianos, inspirades també en les gires amb Reményi.
Les Variacions sobre un tema de Haydn constitueixen l'última obra extensa per a piano del compositor i després d'elles van seguir les peces pianístiques Op. 76, entre 1871 i 1878 (4 Intermezzi, i 4 Capricci). El mètode d'escriptura s'havia apropat més a Schumann i a Chopin.
Després de les obres més apassionades del “tercer període” (les dues Rapsòdies, Op. 79), Brahms tanca el cicle amb quatres col·leccions publicades el 1892 i 1893 (Fantasies Op. 116, tres Intermezzi Op. 117, Peces per a piano Op. 118 i Op. 119). Són peces senzilles i amb tendència a l'art preclàssic, sens dubte marcades pel gran desenvolupament des de les seves primeres obres fins a la delicadesa d'aquestes miniatures.

### Obres per a música de cambra
Brahms és reconegut unànimement com un dels compositors més importants pel que fa a la música de cambra, gènere en què va destacar des de la seva joventut.
La seva primera obra va ser el Trio amb piano en Si major op. 8, ple de frescor juvenil, delicadesa i una gran varietat de matisos. Degut a l'exuberància juvenil, el va modificar posteriorment. Cal dir que segurament abans havia escrit el Trio amb piano en La major, obra que es qualificà com a pòstuma.
Les seves primeres composicions de cambra, com el Sextet de corda núm. 1 op. 18 (1859-1860) en si bemoll major, o el Quartet amb piano núm. 1 op. 25 (1857-1861) i el gairebé sorgit a la vegada Quartet amb piano núm. 2 op. 26, mostren una gran amplitud i complexitat d'idees que només amb molta dificultat aconsegueix fer entrar en el motlle de la música de cambra. El sextet té característiques de les obres de joventut que es combinen amb les obres de l'escola vienesa i hi apareix l'esperit de Schubert, Beethoven i Haydn, fet que també s'apreciarà en el 2n Quartet. El posterior Sextet en Sol Major Op. 36 és una mica més contingut en el seu estil, però més elaborat artísticament.
La culminació d'aquesta primera època es troba en el Quintet amb piano en fa menor, op. 34, veritable síntesi del classicisme romàntic, amb nombrosos contrastos d'esperit i amb una forma adequada a les idees i sentiments de l'autor.
Després d'escriure la Sonata en Mi menor, Op. 38 per a violoncel i piano (1862-1865), obra en homenatge a Bach i al seu “Art de la Fuga”, Brahms escriu una peculiar obra intermèdia, el Trio per a trompa de caça, violí i piano, op. 40. El fet d'utilitzar un instrument antic denota el seu gust pel timbre. L'obra està impregnada de melancolia i un immens sentiment per la naturalesa.
Després d'un període de 8 anys, escriu nombroses obres de gran importància. Per una banda, els Quartets de corda Op. 51 en Do menor i La menor, amb un perfeccionament clarament marcat per la seva maduresa. La unió entre les diverses seccions de cada moviment i l'expressió clara dels diferents sentiments denota la seva destresa, que havia adquirit després de nombrosos intents de quartets no publicats. El quartet amb piano en Do menor op. 60 fou escrit en dos períodes creatius diferents. En el primer moviment encara persisteix la tràgica desesperança del període Sturm und Drang, mentre que els dos últims moviments són propis de la maduresa del mestre. El Quartet de corda en Si bemoll major Op. 67, en canvi, constitueix un contrast alegre i bucòlic amb relació a les altres obres del mateix gènere compostes abans. Per altra banda, durant els estius dels anys 1878 i 1879, Brahms va escriure a Pörtschach la seva primera Sonata per a violí i piano en Sol Major, Op.78, la qual té relació amb els seus lieder Regenlied i Nachklang. El Trio en Do major Op. 87 va ser compost entre 1880 i 1882 i està dominat pels grans contrastos i un lleuger color hongarès. Van seguir el Quintet de corda en fa major, Op. 88, amb dos violes en comptes de dos violoncels, una Sonata per a violoncel, una per violí i el Trio en do menor op. 101. Entre la de violoncel i la de violí hi ha clares diferències. Mentre en la primera predomina l'esperit masculí, els principals trets de la segona són la dolçor i la tendresa femenines. S'ha de dir que hi ha una clara influència de Mozart i Schubert. Finalment trobem la Sonata per a violí i piano en re menor, Op. 108 (1866-1888), amb una estructura més àmplia, brillant i, fins i tot, més apassionada que les dues primeres i el Quintet de corda en sol major, Op. 111 (1890).
En els seus últims anys, després de conèixer el clarinetista Richard Mühlfeld, Brahms va compondre amb el clarinet obres amb un caràcter més melancòlic i ombrívol. A més, cada vegada era més evident la seva tendència i inclinació per als compositors del passat. Entre aquestes obres hi ha el Trio en La menor per a clarinet, violoncel i piano Op. 114, el Quintet en Si menor per a clarinet i corda, Op. 115 (semblant a les antigues formes de la Suite i del Divertimento o la Suite-Variació) i les dues sonates per a clarinet i piano, en Fa menor i en Mi bemoll major, Op. 120 (1 i 2), on s'accentuen les possibilitats del clarinet, en particular els canvis de registre, una certa austeritat de to i una tendra melancolia que rarament s'interromp amb accents enèrgics o alegres.

### Música orquestral
A diferència del que va succeir en la música de cambra, Brahms es va acostar al gènere simfònic amb molts dubtes, intimidat per l'exemple de Beethoven, i gairebé totes les seves obres pertanyen al període de maduresa del compositor. Per això, les seves primeres obres orquestrals s'aparten del model de les simfonies de Beethoven, com succeeix en la Serenata nº 1 en re major op. 11 (fruit de l'aplicat estudi de les partitures clàssiques a Detmold), i sobretot la Serenata nº 2 en la major op. 16, en la qual ja trobem l'estil característic de Brahms i que es tracta gairebé d'un Divertimento.
Un altre bon exemple són les Variacions sobre un tema de Haydn, op. 56, compostes a partir d'una obra anterior per a dos pianos i que es basen en la Feldpartita en Si bemoll major de Haydn. Aquestes variacions són fascinants degut a les combinacions i oposicions de sons, tan sorprenentment refinades i enginyoses.
Brahms es va anar acostant al repertori simfònic a través de les obres per a cor i orquestra. De 1873 a 1887, però, compon una intensa producció de deu obres per a orquestra.
Després de 5 obres orquestrals, el 1876 gosa finalitzar la seva Primera simfonia op. 68, tot i que va estar treballant durant més de vint anys en ella. Paradoxalment, l'èxit d'aquesta obra tan personal i meditada ve condicionat per una suposada influència de Beethoven que va fer que alguns l'anomenessin "la Desena", en referència a les nou simfonies de Beethoven. No hi ha tanta semblança en el material temàtic, sinó més aviat en el contingut poètic.
Igual d'èxit va aconseguir Segona simfonia en re major op. 73, composta l'any següent. Entre la 1a i la 2a de Brahms hi ha un contrast similar entre la 5a i la 6a de Beethoven, ja que els dos van sentir el desig de crear alguna cosa lleugera, despreocupada, però de la mateixa categoria, després de l'anterior simfonia.
Les simfonies Tercera en fa major op. 90 i Quarta en mi menor op. 98 són obres que exploren territoris encara més nous en un estil post-romàntic, en el qual no falten referències a la música antiga. En la tercera, com en altres obres del període de maduresa, es pot veure que el clímax no està al començament, sinó al final de l'obra, considerant l'últim moviment com un mer “final feliç”, brillant i alegre. La quarta és més severa i densa que les precedents. Particularment, el final de la Quarta simfonia mostra una síntesi molt original i profunda entre el classicisme romàntic i les formes barroques (a través de Bach). Les quatre simfonies de Brahms constitueixen una de les culminacions del gènere simfònic del segle xix i s'han mantingut constantment al capdamunt del repertori simfònic fins a l'actualitat.
Un altre aspecte de la seva música orquestral són els seus quatre concerts, que també són considerats com a obres mestres del repertori concertant. El primer d'ells és el Concert per a piano nº 1 en Re menor op. 15, una obra plena d'arravatament juvenil i la concepció gairebé tràgica del qual va sorgir després de l'intent de suïcidi de Schumann. En aquesta obra l'orquestra i el piano són tractats amb igual importància i el piano habitualment agafa motius de l'orquestra, com es feia en el “concert” vivaldià. En canvi, el Concert per a violí en re major op. 77 és una obra de maduresa, plena d'expressivitat lírica, com el Concert per a piano nº 2 en si bemoll major op. 83. El concert per a violí té reminiscències al concert de Beethoven, així com una relació amb la Simfonia en Re.
En els seus últims anys, va compondre el Doble concert per a violí i violoncel en la menor op. 102, en el qual aconsegueix una síntesi entre el concert clàssic-romàntic i les formes concertants del barroc. S'acosta als Concerti Grossi, al Triple de Beethoven i fins i tot al Concert per a violí en la menor de Viotti.
Brahms va compondre a més en el mateix any dues obertures amb un caràcter completament oposat: l'Obertura per a un Festival Acadèmic, op. 80, mostra la faceta més humorística del seu caràcter, ja que es tracta d'una peça solemne basada en cançons estudiantils. És una mostra de la seva gratitud per haver estat nomenat Doctor “honoris causa” Per contra, l'Obertura Tràgica, op. 81 és una obra ombrívola i severa.

### Cançons
Brahms va compondre cançons per a veu i piano al llarg de tota la seva vida i és un dels representants més importants del corrent del Lied alemany. Gairebé totes elles són cançons no agrupades en cicles, amb excepcions com el cicle de La Bella Magelone, op. 33 o les Cançons gitanes op. 103. En les seves cançons, Brahms utilitza textos molt variats, que abasten des de poemes dels grans clàssics alemanys, com Goethe, fins a poetes contemporanis com el seu amic Klaus Groth. Brahms va ser un gran mestre en aquest gènere, probablement en el qual va expressar els seus sentiments íntims amb més facilitat. Les cançons de Brahms es caracteritzen per la riquesa de la seva harmonia, una perfecta unitat entre text i música, i encara que trobem una immensa varietat, predominen les que mostren un caràcter nostàlgic i tardor que s'ha associat a aquest músic. És difícil trobar exemples que destaquin del conjunt, però es pot esmentar l'amor etern (Von Ewiger Liebe op. 43 núm 1), la cèlebre Cançó de bressol (Wiegenlied op. 49, núm. 4), Cançó de pluja (Regenlied "op. 59 nº 3), Nostàlgia, ("Heimweh" op. 63 nº 9) o El rossinyol ("Nachtigall" op. 97, núm. 1). Són molt representatives de l'estil de Brahms les Dues cançons per a contralt, viola i piano op. 91. També va compondre una sèrie important de Volkslieder o cançons compostes sobre melodies populars.
Una de les seves últimes obres són les Quatre cants seriosos op. 121 sobre textos de la Bíblia que van des Salomó fins a Sant Pau, en les quals trobem també les característiques del seu estil tardà.
Com s'ha comentat, el registre ideal per a la interpretació de les cançons de Brahms és l'intermedi, especialment en la veu de contralt, recordant a més que Brahms sentia predilecció pels registres mitjans en instruments com la viola, la trompa o el clarinet.
També va compondre diversos cicles de cançons titulats Cançons d'amor (Liebeslieder Waltzer), per a diverses veus i piano, i que abasten diversos cicles. Aquestes cançons estan compostes en forma de vals i tenen un caràcter alegre i popular.

### Música simfonico-coral
Brahms va crear diverses i molt importants obres per a cor i orquestra (simfonies corals). La principal d'elles és el Rèquiem alemany op. 45. Brahms, que era agnòstic, va compondre aquesta obra sobre textos bíblics, però escollint de manera que es reflectissin molt més els aspectes humans de la mort que els pròpiament religiosos, pel que suposa una contribució molt especial al gènere, ja que no es tracta d'una missa de rèquiem pròpiament dita. El tractament del cor, els solistes i l'orquestra és líric i expressiu, encara que també existeixen influències de l'oratori i del contrapunt barrocs.
A més, en la seva etapa de maduresa va compondre una important sèrie d'obres per a cor i orquestra basades en textos de poetes alemanys: La Cançó de la Destinació op. 54, sobre text de Friedrich Hölderlin, Nänie op. 82, sobre Friedrich von Schiller, el Cant de les Parques op. 89 sobre text de Goethe, o la Rapsòdia per a contralt, cor masculí i orquestra op. 53, també amb text de Goethe. Una altra obra que pertany a aquest gènere és Rinaldo op. 50, sobre Torquato Tasso, obra pròxima al gènere operístic, en el qual Brahms no va compondre cap obra.

### Danses hongareses
Les danses hongareses (en alemany, Ungarische Tänze), és un grup de 21 alegres danses, basades majoritàriament en temes hongaresos. Les danses 11, 14 i 16, són originals. Duren entre un i quatre minuts. Brahms originalment les va compondre per a piano a quatre mans, i després va arreglar deu d'elles per a piano sol, i algunes altres (1, 3 i 10) per a orquestra. Altres compositors, notablement Antonín Dvořák, han orquestrat les altres. Potser la més coneguda és la Dansa Hongaresa 5 en fa sostingut menor (en sol menor en la versió orquestral). De totes les danses hongareses s'han fet innombrables versions clàssiques, acústiques, amb noves tecnologies. En elles es troben algunes de les peces més populars del compositor .